# Frederiksberg (općina)
Frederiksberg je općina u danskoj regiji Hovedstaden.

## Zemljopis
Općina se nalazi u sjeveroistočnom dijelu otoka Zelanda, prositire se na 8,77 km2.

## Stanovništvo
Prema podacima o broju stanovnika iz 2010. godine općina je imala 96.718 stanovnika, dok je prosječna gustoća naseljenosti 11028 stan/km2. Središte općine se nalazi u Kopenhagenskoj gradskoj četvrti Frederiksberg.

## Vanjske poveznice
- Službena stranica općine